# Jirō Tamon
Jirō Tamon (多門 二郎, Tamon Jirō) (28 septembre 1878 - 24 novembre 1934) est un général de l'armée impériale japonaise qui commanda de nombreuses opérations de l'invasion japonaise de la Mandchourie de 1932-1933.

## Biographie
Né dans la préfecture de Shizuoka, Tamon est diplômé de la 11e promotion de l'académie de l'armée impériale japonaise en 1898 et sert durant la guerre russo-japonaise. Il sort ensuite diplômé de l'école militaire impériale du Japon en 1909. Il est nommé chef d'État-major de la 6e division puis commande le 62e régiment d'infanterie et passe 6 mois en Europe. Il est ensuite affecté au 27e régiment d'infanterie basé en Sibérie en 1920 dans le cadre de l'intervention en Sibérie du Japon durant la guerre civile russe. Au cours de cette opération, il lui est assigné un commandement indépendant (la « force d'intervention Tamon ») qui fait partie de la force de secours vers Nikolaïevsk-sur-l'Amour après l'incident de Nikolaïevsk.
Plus tard, il est attaché à l'État-major de la force expéditionnaire à Sakhaline. Il commande le 2e régiment de 1921 à 1922 et est chef d'État-major de la 4e division jusqu'en 1924 quand il reçoit le commandement de la 6e brigade d'infanterie.
Tamon est chef du 4e bureau de l'État-major de l'armée impériale japonaise de 1925 à 1927 puis retourne à l'école militaire, d'abord comme directeur, puis comme commandant en 1929.
De 1930 à 1933, le lieutenant-général Tamon commande la 2e division. Envoyé en Mandchourie en 1931 pour participer à la campagne de Jiangqiao, à l'opération Jinzhou, et la bataille de la défense de Harbin, durant l'invasion japonaise de la Mandchourie à la suite de l'incident de Mukden. Il est placé dans la réserve en 1933 puis se retire et meurt l'année suivante.